# Mariam Budia
Mariam Budia González (Logronyo, 14 de març de 1970), és una dramaturga espanyola. És doctora en Filologia Hispànica, especialitzada en Teoria, Història i Pràctica per la Universitat d'Alcalá, a més de ser llicenciada en Art Dramàtic per la Real Escola Superior d'Art Dramàtic de Madrid (RESAD), i Diplomada d'Honor en Música pel Conservatori Professional de Música de Logronyo.
Ha treballat com a docent a la Universitat de Corea, on va impartir classes de literatura dramàtica i va rebre un premi d'excel·lència docent per elles. També va treballar a la Universitat d'Estudis Estrangers de Kobe, al Japó. En la seva faceta d'escriptora, destaca per la cerca de nous llenguatges per a uns personatges que puguin veure's lliures del seu ambient natural i del pensament col·lectiu. També realitza col·laboracions en revistes i periòdics d'àmbit nacional, així com en emissores de ràdio.

## Obres
Entre la seva obra publicada podem destacar:
- Historias del comediante fiel. Asfoli. ISBN 978-84-946246-0-5
- Teatro del desarraigo (1) Editorial Fundamentos. ISBN 978-84-245-1038-1
- Teatro del desarraigo (2) Editorial Fundamentos. ISBN 978-84-245-1065-7
- Al Soslayo[4]
- Cancán del Moulin[4]
- La mujer Sakura.[4] Llibre escrit durant la seva estada al Japó.[cal citació]
- Prohibido autolesionarse.[4]
- Carlaño[4]